# Popeye Village
Popeye Village ook bekend als Sweethaven Village is een decorstad en openluchtmuseum in Mellieħa op het eiland Malta. Het is gebouwd als filmset voor de in 1980 uitgebrachte film Popeye waarin Robin Williams de hoofdrol speelt.

## Geschiedenis
De bouw van de filmset begon in 1979. Een groep van in totaal 165 bouwvakkers heeft zeven maanden aan het dorp gewerkt dat bestaat uit negentien echte gebouwen, opgetrokken uit hout. Honderden boomstammen en enkele duizenden houten planken werden geïmporteerd uit Nederland, de houten dakpannen kwamen uit Canada.
De set werd binnen zeven maanden gebouwd en op 24 januari 1980 werd er gefilmd aan de film Popeye; op 19 juni in datzelfde jaar werd de film volledig voltooid. De film is gebaseerd op de gelijknamige stripreeks van Elzie Segar en speelt zich af in het fictieve dorp Sweethaven, waar Popeye de Zeeman arriveert in een poging zijn lang verloren gewaande vader te vinden. De film kreeg gemengde recensies.
Na afloop van de film bleef de set van Popeye Village achter. Inwoners van Malta namen de set over en maakten er een attractiepark van.
Op 9 februari 2023 werd het park getroffen door heftige stormschade. Het park moest door de schade korte tijd dicht om de schade te herstellen.

## Attracties
Popeye Village is zeven dagen per week open voor het publiek en heeft naast het openluchtmuseum en filmset ook gezinsattracties. Ook is er in het park een showopvoering en zijn er attracties, musea en speelhuisjes waar kinderen zich kunnen amuseren. Tevens kunnen bezoekers een meet-and-greet houden met de hoofdpersonages van de film.